# Пензенка
Пензенка — село в Фёдоровском районе Саратовской области, в составе сельского поселения Калужское муниципальное образование. 
Село обслуживает почтовое отделение 413401, расположенное в селе Калуга в 4,8 км западнее Пензенки
Население - 143 (2010)

## История
Село отмечено на карте Самарской губернии 1867 года. По состоянию на 1890 год в составе Калужской волости Новоузенского уезда Самарской губернии. Согласно Списку населённых мест Самарской губернии 1910 года село населяли бывшие государственные крестьяне, русские, православные, всего 606 мужчин и 585 женщин. В селе имелись церковь, две школы (земская и школа грамотности), 4 ветряных мельницы.
После образования АССР немцев Поволжья — в составе Фёдоровского кантона. 28 августа 1941 года был издан Указ Президиума ВС СССР о переселении немцев, проживающих в районах Поволжья. Немецкое население АССР немцев Поволжья было депортировано. 
После ликвидации АССР немцев Поволжья Пензенка, как и другие населённые пункты Фёдоровского кантона было передано Саратовской области.

## Физико-географическая характеристика
Село расположено в Низком Заволжье, в пределах Сыртовой равнины, относящейся к Восточно-Европейской равнине, на правом берегу реки Большой Караман, на высоте около 70-75 метров над уровнем моря. Рельеф местности равнинный, слабохолмистый. Почвы лугово-каштановые.
По автомобильным дорогам расстояние до районного центра рабочего посёлка Мокроус — 41 км, до областного центра города Саратов — 160 км.
Часовой пояс
Пензенка, как и вся Саратовская область, находится в часовой зоне МСК+1. Смещение применяемого времени относительно UTC составляет +4:00.

## Население
Динамика численности населения
| 1859 | 1889 | 1897 | 1910 | 1987 | 2002 |
| ---- | ---- | ---- | ---- | ---- | ---- |
| 535  | 766  | 836  | 1191 | ≈160 | 555  |

| 2002 | 2010 |
| ---- | ---- |
| 150  | ↘143 |